# 岩手県道294号東宮野目二枚橋線
岩手県道294号東宮野目二枚橋線（いわてけんどう294ごう ひがしみやのめにまいばしせん）は、岩手県花巻市を通る一般県道である。

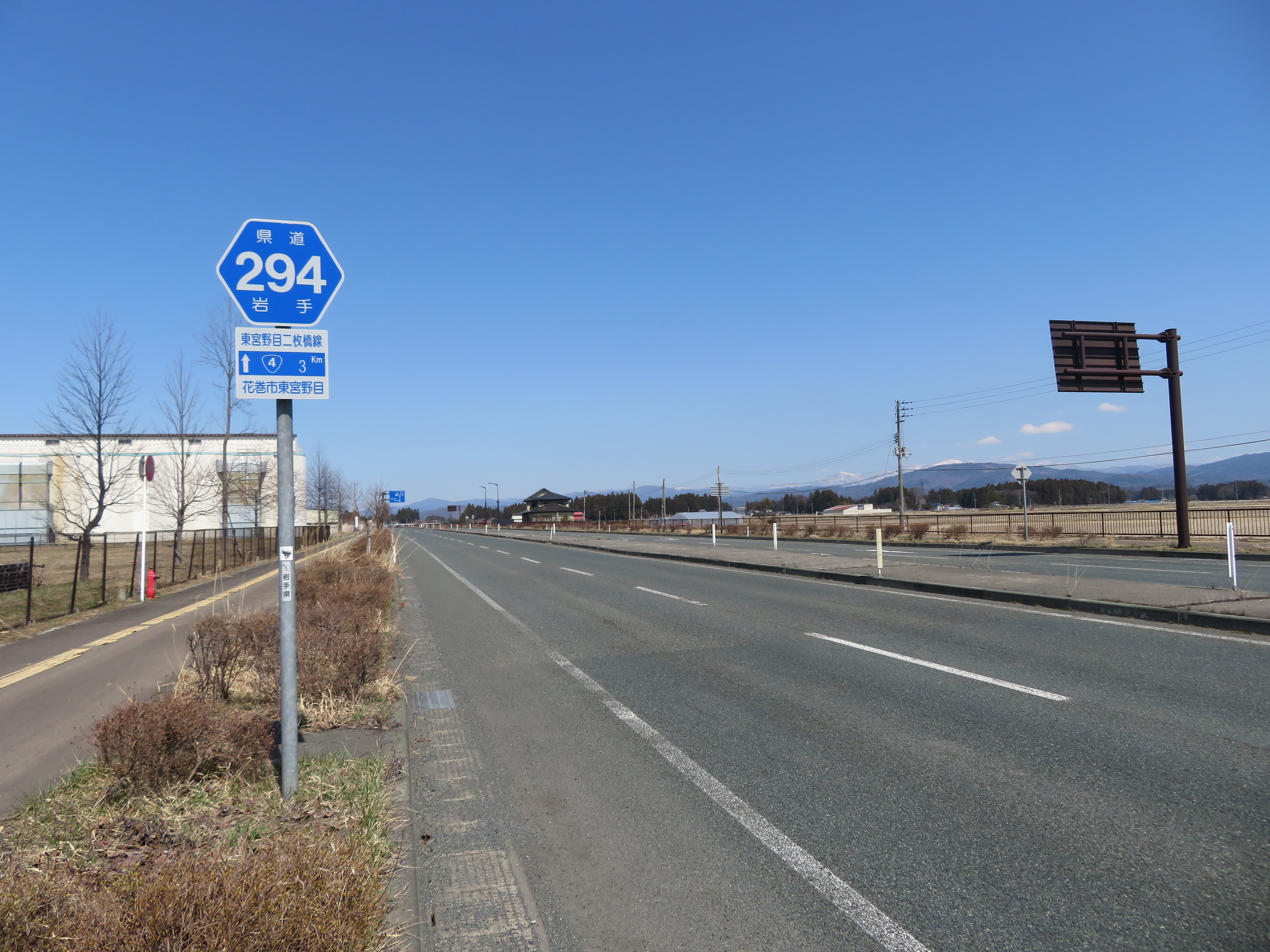
花巻市東宮野目付近

## 概要
花巻空港ターミナルビルの東側移転に備えて建設された都市計画道路の一部で、花巻空港ICの北から花巻空港の東側を北上し、国道4号交点に至る。

### 路線データ
- 実延長 : 3,548.5 m[2]
- 起点 : 花巻市東宮野目（文献上） / 花巻市下似内第1地割（現状）[1][2]（国道4号・岩手県道296号花巻空港インター線交点）
- 終点 : 花巻市石鳥谷町南寺林[2]（国道4号・岩手県道213号花巻空港停車場線交点）

## 歴史
- 1998年（平成10年）4月14日 - 岩手県道に認定される[2]。

## 路線状況

### 重複区間
- 岩手県道214号羽黒堂二枚橋線 : 花巻市二枚橋町大通り - 花巻市石鳥谷町南寺林・終点

## 地理

### 交差する道路
- 国道4号・岩手県道296号花巻空港インター線交点（花巻市下似内第1地割、現状の起点[1]）
- 岩手県道286号東和花巻温泉線（花巻市東宮野目、文献上の起点）北緯39度24分44.6秒 東経141度8分10.6秒
- 岩手県道214号羽黒堂二枚橋線（花巻市二枚橋町大通り）北緯39度26分29.6秒 東経141度8分26.2秒
- 国道4号・岩手県道213号花巻空港停車場線（花巻市石鳥谷町南寺林、終点）

### 沿線の施設
- 花巻空港
- 岩手県立花巻農業高等学校